# Ukraine-International-Airlines-Flug 752
Der Ukraine-International-Airlines-Flug 752 (Flugnummer PS752) war ein internationaler Linienflug von Teheran (Iran) nach Kiew (Ukraine), bei dem am 8. Januar 2020 eine Boeing 737-800 der Ukraine International Airlines (UIA) kurz nach dem Start durch zwei iranische Flugabwehrraketen abgeschossen wurde. Unter den 167 Passagieren und 9 Besatzungsmitgliedern gab es keine Überlebenden.

## Hergang
Planmäßig sollte das Flugzeug um 05:15 Uhr Ortszeit (02:45 Uhr MEZ) vom Flughafen Teheran-Imam Chomeini starten und um 08:00 Ortszeit (07:00 Uhr MEZ) am Flughafen Kiew-Boryspil landen.
Laut einem vorläufigen Bericht der iranischen zivilen Luftfahrtbehörde startete das Flugzeug um 06:13 Uhr Ortszeit mit rund einer Stunde Verspätung. Der regulären Abflugroute folgend, stieg es kontinuierlich bis auf 8.000 ft (ca. 2.400 m) auf, bevor um 06:18 Uhr Ortszeit der Kontakt zur Flugverkehrskontrolle abriss und das Flugzeug vom Radar verschwand. Das Flugzeug stürzte aus dieser Höhe ab, also aus etwa 1400 Metern über Grund bei einer Höhe des Flughafens über der mittleren Meereshöhe von rund 1000 Metern. Nach Angaben von Ali Abedzadeh, Chef der iranischen zivilen Luftfahrtbehörde, sei von den Piloten kein Notruf abgesetzt worden.
Dem aktualisierten Zwischenbericht der iranischen Flugunfalluntersuchungsstelle vom 20. Januar 2020 zufolge befand sich eine erfahrene Mannschaft an Bord der Maschine: Der 50-jährige Flugkapitän hatte eine Flugerfahrung von 11.600 Flugstunden, davon 5469 auf der Boeing 737, der 42-jährige Pilotenausbilder eine von 12.000 Flugstunden, davon 6600 auf der Boeing 737 und der 48-jährige Erste Offizier eine von 7600 Flugstunden, davon 3642 auf der Boeing 737. Die Zahlen der Flugerfahrung der Cockpit-Besatzung wurden bereits am Nachmittag des Absturztags von Ukraine International Airlines veröffentlicht, verbunden mit der Anmerkung, dass man seitens des Unternehmens aufgrund der Erfahrenheit der Besatzung die Möglichkeit eines Pilotenfehlers nicht in Betracht ziehe.

## Flugzeug
Bei der Maschine handelt es sich um eine Boeing 737-800 mit dem Luftfahrzeugkennzeichen UR-PSR und der Seriennummer 38124. Sie hatte ihren ersten Flug am 21. Juni 2016. Dem Präsidenten der Fluggesellschaft zufolge war das Flugzeug zuletzt am 6. Januar 2020 gewartet worden und war in einem einwandfreien Zustand. Nach dem Unfall wurden alle Flugzeuge der UIA noch einmal genau überprüft.

## Untersuchungen

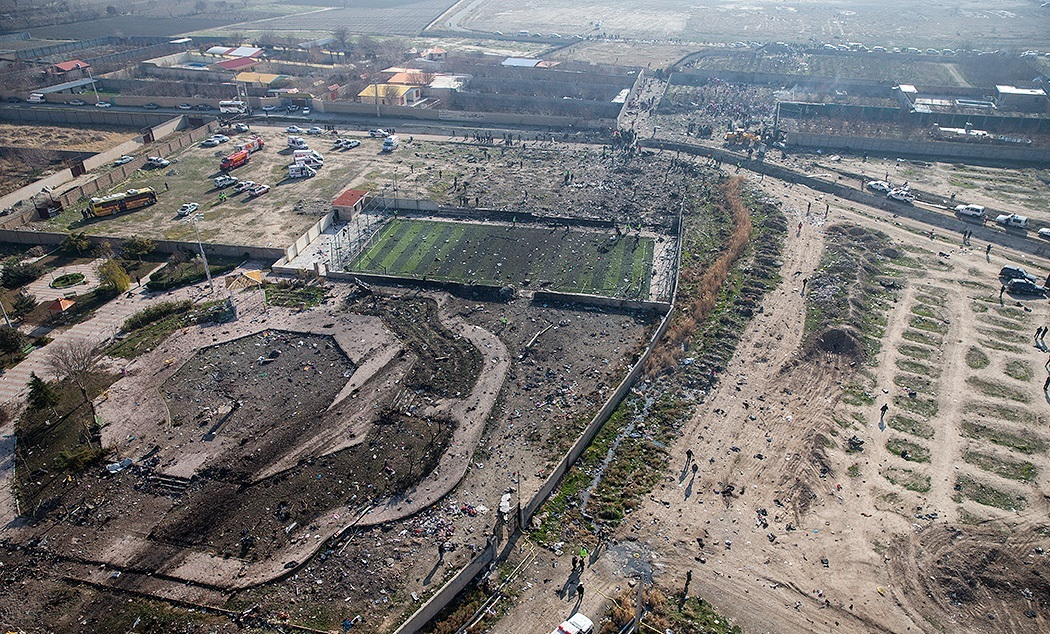
Unfallort am Tag des Absturzes, der Laleh-Park in Khalaj Abad, Bezirk Shahriar in der Provinz Teheran, Iran

### Bergung und Auswertung der Black Boxes
Die Daten- und Stimmrekorder wurden noch am Tag des Absturzes geborgen. Die iranische zivile Luftfahrtbehörde informierte die nach ICAO-Annex 13 zuständigen Behörden des Betreiberstaates (Ukraine), des Herstellerstaates (USA) und der Herkunftsstaaten der Opfer (Schweden, Kanada und Afghanistan) und lud diese als Teilnehmer der Unfalluntersuchung ein. Die Islamische Republik Iran bot – nach anfänglicher Ablehnung, den Flugschreiber auszuhändigen, – Boeing doch an, Teil des Ermittlungsteams zu sein, und lud Boeing-Experten aus den USA, Kanada und Frankreich ein, sich der Untersuchung anzuschließen. Die Ukraine entsandte ebenfalls ein Ermittlerteam.
Am 23. August 2020 teilte die zivile Luftfahrtbehörde des Iran mit, dass Flugdatenschreiber und Stimmenrekorder ohne technische Schwierigkeiten ausgelesen werden konnten und sich herausstellte, dass alle Flugzeugsysteme bis zur ersten Raketenexplosion normal funktionierten sowie dass man nach der Explosion einen Piloten hören konnte, der Anweisungen an die anderen Piloten gab. Nach dem ersten Raketentreffer hätten die beiden Aufzeichnungsgeräte noch 19 Sekunden weiter gearbeitet. Dies widerspricht ersten Annahmen, dass die Piloten sofort gestorben wären, und dem Versuch, damit erklären zu wollen, wieso kein Notruf abgesetzt wurde.
Am 24. August 2020 wurde von der Iranischen Flugunfalluntersuchungsbehörde ein Bericht über das Auslesen der Flugschreiber in englischer und persischer Sprache veröffentlicht, in welchem – abweichend zur Aussage der iranischen zivilen Luftfahrtbehörde vom Vortag – aufgeführt wird, dass die Aufzeichnung des Flugdatenschreibers unmittelbar zum Zeitpunkt der ersten Explosion abbrach, der Stimmenrekorder hingegen weitere 19 Sekunden funktionierte und auf der Aufzeichnung zu hören sei, wie die drei Flugzeugführer unmittelbar nach der Detonation des ersten Sprengkopfs Maßnahmen ergriffen, um das Flugzeug unter Kontrolle zu halten. Die nach der ersten Raketenexplosion noch aufgezeichneten Gespräche ließen keinen Hinweis auf irgendwelche Verletzungen oder gesundheitliche Beeinträchtigungen der Cockpitbesatzung erkennen. Man könne hören, wie der Pilotenausbilder feststellte, dass die Triebwerke noch funktionierten, und wie die Piloten entschieden, das Hilfstriebwerk zu starten. Hinsichtlich des Zustands der Passagierkabine sei den aufgezeichneten Geräuschen nichts zu entnehmen.

### Erste iranische Stellungnahme und internationale Reaktionen
Kurz nach dem Absturz sprach das iranische Staatsfernsehen von einem technischen Defekt als möglicher Absturzursache; dieser Annahme folgte auch der vorläufige Bericht der iranischen zivilen Luftfahrtbehörde. Ausländische Medien berichteten auch unter Berufung auf das US-Militär bzw. auf US-Geheimdienste über die Möglichkeit eines versehentlichen Abschusses durch die iranische Flugabwehr. In derselben Nacht um 01:20 Uhr Ortszeit (22:50 Uhr MEZ) hatte der Iran als Reaktion auf die am 3. Januar 2020 erfolgte gezielte Tötung des hochrangigen iranischen Offiziers Qasem Soleimani durch die USA mehrere Raketenangriffe auf die beiden US-Stützpunkte Al Asad Airbase und Erbil im Irak ausgeführt. Nach Angaben von Experten habe die iranische Flugabwehr in Befürchtung eines US-Gegenschlags in höchster Alarmstufe gestanden.

### Indizien für Abschuss
Nach Angaben US-amerikanischer Medien vom 9. Januar, die sich wiederum auf einen Mitarbeiter des Pentagons und einen Mitarbeiter des irakischen Geheimdienstes beriefen, habe man „die Signale eines eingeschalteten Radars einer Flugabwehrrakete aufgefangen“. US-Satelliten hätten den Start von zwei Boden-Luft-Raketen entdeckt. Das United States Central Command lehnte eine Stellungnahme ab. Kanadas Premier Justin Trudeau bestätigte, dass dem kanadischen Geheimdienst ebenfalls Hinweise zu einem Raketenabschuss vorlägen. Auch dem britischen Premierminister Boris Johnson lägen nach eigenen Angaben „sehr besorgniserregende Berichte“ vor. Bellingcat und unabhängig davon die New York Times veröffentlichten einen Tag nach dem Absturz ein Video, in dem ein von links ins Bild kommender leuchtender Punkt, ein Aufblitzen in der Bildmitte mit einem aufgrund der Schallgeschwindigkeit zeitlich verzögerten Explosionsgeräusch und eine darauffolgende leuchtende Spur, die sich in die entgegengesetzte Richtung bewegte, zu sehen waren. Bellingcat interpretierte die von links kommende erste Leuchtspur als eine Flugabwehrrakete, das Aufblitzen als Explosion und die folgende, sich von rechts nach links bewegende Leuchtspur als die brennende Boeing 737.
Die Überreste der Spitze einer Flugabwehrrakete des Typs 9M330 wurden angeblich in der Nähe der Absturzstelle fotografiert; die Fotos verbreiteten sich über soziale Medien. Es konnte jedoch bisher nicht nachgewiesen werden, dass die Fotos von der Absturzstelle oder überhaupt aus dem Iran stammen. Die 29 iranischen Flugabwehrraketensysteme dieses Typs wurden zwischen 2007 und 2018 von Russland beschafft.:336
Am 14. Januar veröffentlichte die New York Times ein weiteres Video, das von einer Überwachungskamera stammt und zeigt, dass die Boeing 737 von zwei Flugabwehrraketen angegriffen wurde. Dies erkläre den Abbruch des Kontakts, verursacht durch die Explosion der ersten Rakete, etwa 23 Sekunden vor der Explosion der zweiten Rakete, die in dem zuerst veröffentlichten Video zu sehen war.

### Eingestehen des Abschusses durch den Iran
Am 11. Januar, nach dreitägigem Leugnen durch die iranischen Behörden, übernahm die iranische Revolutionsgarde die Verantwortung für den Absturz. Das Flugzeug sei in Folge eines menschlichen Fehlers durch eine Einheit der Revolutionsgarden versehentlich abgeschossen worden und man entschuldigte sich. Man habe das Flugzeug irrtümlich für einen Marschflugkörper gehalten; der zuständige Offizier habe wegen einer Störung im Kommunikationssystem die Befehlszentrale nicht erreichen können und sich dann für den Abschuss entschieden. Der Umstand sei, auch gemäß dem Brigadegeneral Amir Ali Hadschisadeh, jedoch keine Rechtfertigung; es sei ein unverzeihlicher Fehler gewesen.

### Zwei Raketentreffer
Nach Erkenntnissen der Unfallexperten schlug eine Rakete direkt unterhalb des Cockpits ein. Die iranische Flugunfalluntersuchungsstelle wurde am 20. Januar 2020 darüber informiert, dass zwei TOR-M1-Flugabwehrraketen auf das Flugzeug abgefeuert wurden.

## Opfer

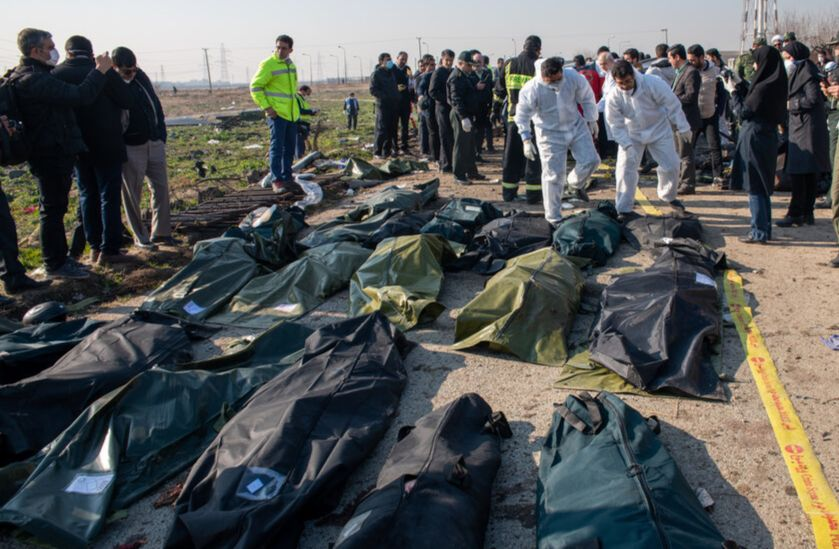
Geborgene Leichen

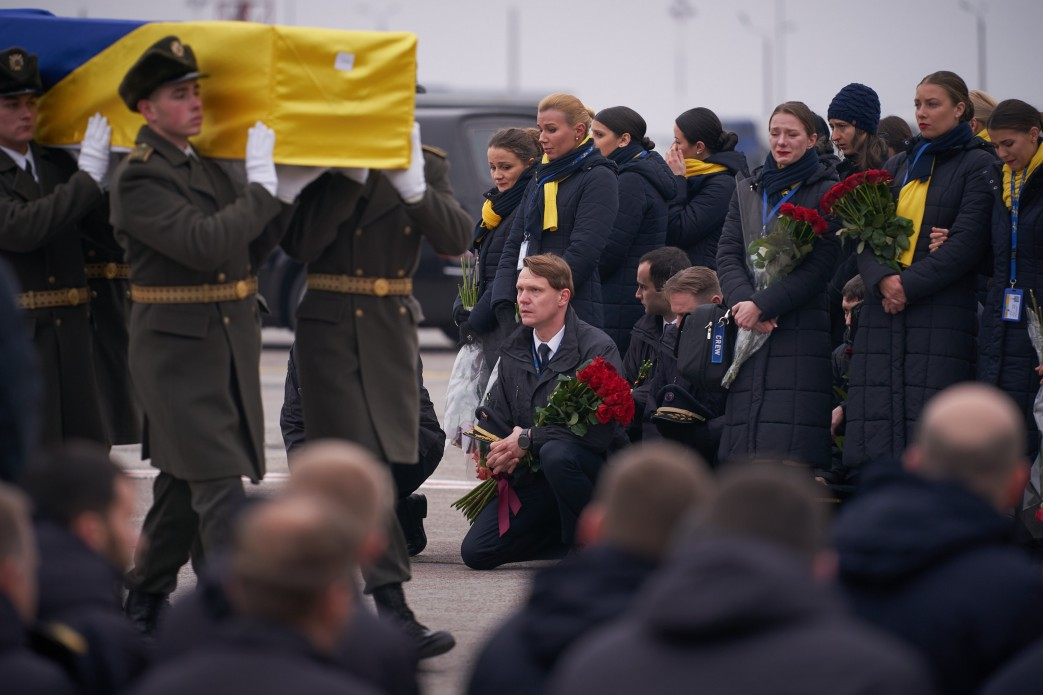
Gedenkfeier der Opfer im Iran

Der Flug der ukrainischen Gesellschaft wurde überwiegend von Iranern genutzt, die nach Kanada reisen wollten. Seit 2012, als Kanada die diplomatischen Beziehungen zum Iran abbrach, gab es keine direkten Flugverbindungen zwischen den beiden Ländern mehr. 138 Passagiere hätten von Kiew weiter nach Kanada fliegen sollen. Zu den Nationalitäten der Opfer gab es von ukrainischer und iranischer Seite unterschiedliche Angaben. Die iranischen Behörden stützten sich dabei auf die Pässe, die zur Ausreise benutzt wurden. So sollen laut dem Iran 147 Personen aus dem Iran stammen; somit hätten 65 Passagiere eine doppelte Staatsangehörigkeit. Kanada korrigierte die zuvor genannte Zahl von kanadischen Opfern von 63 auf 57. Darunter war auch die kanadische Wissenschaftlerin und Immunologin Forough Khadem.
Unter den ukrainischen Opfern waren die drei Piloten und sechs Flugbegleiter. Zwei weitere Passagiere hatten gebucht, den Flug aber nicht angetreten. Vier der Toten hatten in Deutschland gelebt: Eine aus Teheran stammende Iranerin war Doktorandin am Max-Planck-Institut für Polymerforschung in Mainz, eine 30-jährige Afghanin lebte mit ihren acht und fünf Jahre alten Kindern als anerkannte Asylbewerberin in Werl. Zwei ums Leben gekommene Iraner, ein Doktorand der ETH Zürich und seine Partnerin, waren in der Schweiz wohnhaft.

### 752AFV
Die Angehörigen zahlreicher Opfer schlossen sich in der Non-Profit-Organisation 752AFV (Association of Families of Flight PS752 Victims) zusammen, um die Erinnerung an den Abschuss des Passagierflugzeugs am Leben zu erhalten und fordern ein unabhängiges Gerichtsverfahren gegen die Verantwortlichen. Der Flugzeugabsturz ist aus Sicht von 752AFV nicht vollumfänglich aufgeklärt worden.

## Reaktionen

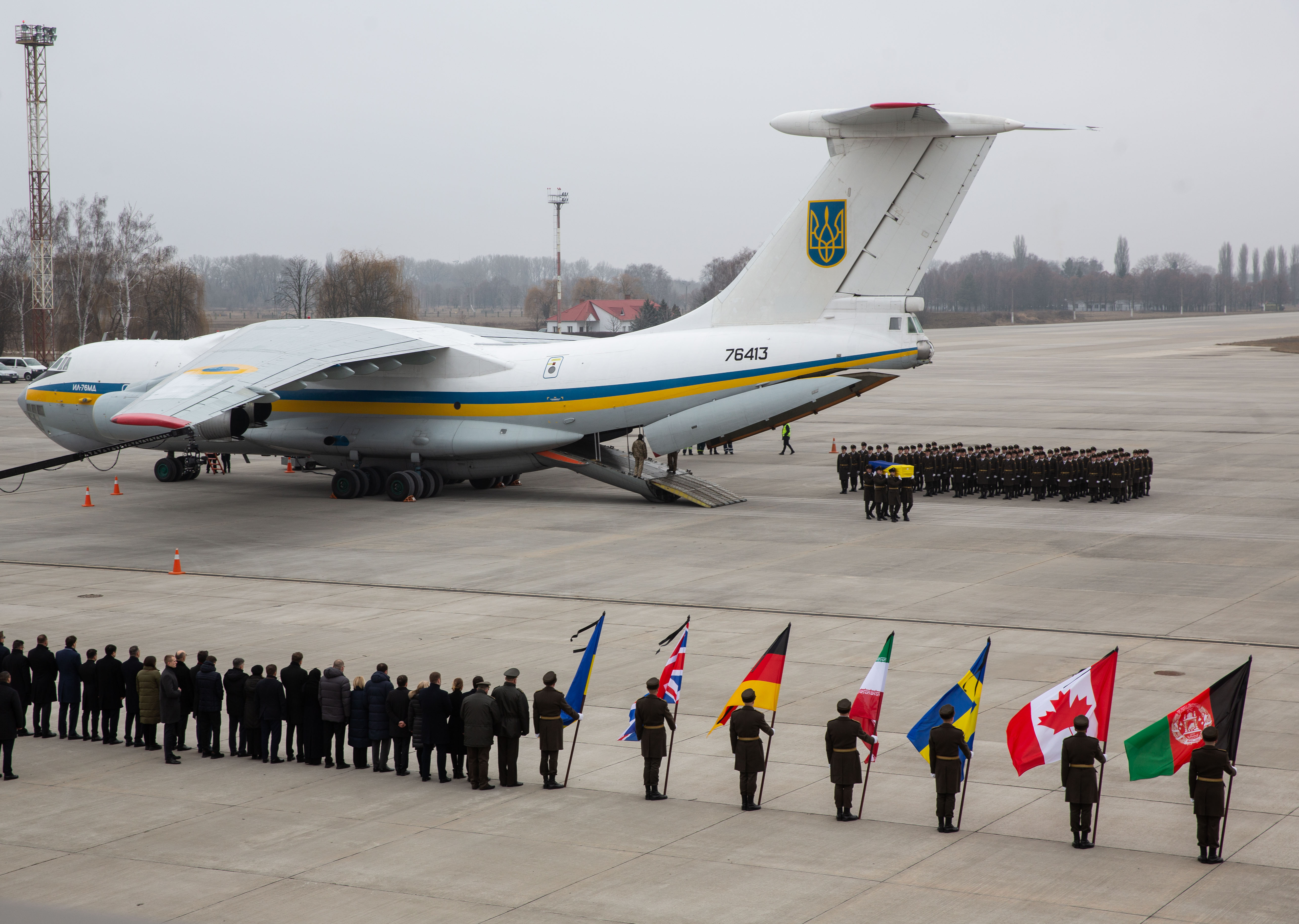
Feier zum Gedenken an die Opfer des Flugzeugabsturzes der Ukraine International Airlines in der Islamischen Republik Iran

### Ukraine
- Nach dem Absturz annullierte die ukrainische Fluggesellschaft bis auf weiteres alle Flüge zwischen Kiew und Teheran.[43]
- Nachdem der ukrainische Präsident Wolodymyr Selenskyj von dem Unfall erfahren hatte, brach er einen Auslandsaufenthalt in Oman ab und ordnete nach seiner Rückkehr die Untersuchung des Absturzes sowie eine Überprüfung sämtlicher ziviler Flugzeuge in der Ukraine an. Zudem forderte er die Öffentlichkeit auf, sich mit Spekulationen über den Flugzeugabsturz zurückzuhalten.[44] Für den 9. Januar rief Selenskyj für die Ukraine Staatstrauer aus.[45] In einem auf Initiative der iranischen Seite zustande gekommenen Telefongespräch zwischen Irans Präsidenten Hassan Rohani und Selenskyj am 11. Januar entschuldigte sich Rohani für die „Tragödie“ und sicherte zu, nachdem Selenskyj eine Bestrafung der Verantwortlichen sowie Entschädigungszahlungen vom Iran gefordert hatte, alle Beteiligten vor Gericht zu stellen. Laut dem ukrainischen Ministerpräsidenten Oleksij Hontscharuk beabsichtigen der ukrainische Staat und die Fluggesellschaft, den Familien der Hinterbliebenen 200.000 Hrywnja je Familie zu zahlen, was umgerechnet etwa 7500 Euro bzw. 8100 Schweizer Franken entspricht.[46]

### Iran
- Wegen einer „unklare[n] Einschätzung der Sicherheitslage für den Luftraum rund um den Flughafen“ in Teheran ließen die Lufthansa und Austrian Airlines am 9. Januar 2020 ihre Flugzeuge auf dem Weg nach Teheran vorsorglich nach Frankfurt bzw. Wien zurückkehren und annullierten alle Flüge nach Teheran bis zum 20. Januar.[47] Kurz vor Ablauf dieses Zeitraums gaben die beiden Fluggesellschaften bekannt, bis Ende März nicht in oder über den Iran zu fliegen.[48]
- Das verspätete Eingeständnis der iranischen Regierung führte zu Protesten in mehreren Städten des Landes. Die Protestierenden forderten den Rücktritt aller beteiligten Führungspersonen.[49]

## Iranischer Untersuchungsbericht
Im Untersuchungsbericht der iranischen Zivilluftfahrtbehörde wurden Vorwürfe gegen die Flugabwehreinheit, die die Maschine abgeschossen hatte, erhoben. Diese habe ihre Waffen nicht korrekt kalibriert, so dass sie nicht zwischen Militär- und Zivilflugzeugen habe unterscheiden können. Außerdem habe sie keinen Kontakt zum Oberkommando der Luftverteidigung herstellen können und die Maschine daher ohne offiziellen Befehl von oben abgeschossen.
Am 30. Dezember 2020 gab die iranische Regierung bekannt, dass sie die Familien von jedem der 176 Opfer „so bald wie möglich“ mit einer Zahlung von jeweils 150.000 US$ (knapp 122.000 €) entschädigen werde. Ein Sprecher des ukrainischen Außenministeriums erklärte daraufhin, dass Entschädigungen, wie nach internationalen Gepflogenheiten üblich, im Rahmen von gegenseitigen Verhandlungen festgelegt werden sollten und forderte außerdem die strafrechtliche Verfolgung der für den Abschuss Verantwortlichen. Zuvor hatte schon ein kanadischer Untersuchungsbericht den iranischen Untersuchungsbericht kritisiert. Dieser lasse einige Informationen vermissen – wie z. B. die Namen der für den Abschuss Verantwortlichen – und lasse einige Fragen unbeantwortet – wie z. B. die Frage, warum der Luftraum des Iran am 8. Januar 2020 aufgrund der erhöhten Alarmbereitschaft der Luftabwehr nicht für die Zivilluftfahrt geschlossen worden war. Letztlich hätten die Verantwortlichen für das Geschehen sich selbst untersucht, und zwar weitgehend im Geheimen, was kein Vertrauen einflöße.